# 니트람
니트람(NITRAM)은 오스트레일리아에서 제작된 저스틴 커젤 감독의 2021년 영화이다. 케일럽 랜드리 존스 등이 주연으로 출연하였다.

## 출연

### 주연
- 케일럽 랜드리 존스